# Chevigny (Jura)
Chevigny es una localidad y comuna francesa situada en la región de Franco Condado, departamento de Jura, en el distrito de Dole y cantón de Montmirey-le-Château.

## Demografía
| 176 | 173 | 190 | 192 | 198 | 214 | 265 |
| Para los censos de 1962 a 1999 la población legal corresponde a la población sin duplicidades (Fuente: INSEE [Consultar]) |     |     |     |     |     |     |